# V361 Водолея
V361 Водолея (лат. V361 Aquarii) — одиночная переменная звезда в созвездии Водолея на расстоянии (вычисленном из значения параллакса) приблизительно 16447 световых лет (около 5043 парсеков) от Солнца. Видимая звёздная величина звезды — от +14,26m до +13,27m.

## Характеристики
V361 Водолея — жёлто-белая пульсирующая переменная звезда типа RR Лиры (RRAB) спектрального класса F. Эффективная температура — около 6967 К.